# Bruno Strauss
Bruno Strauss (geboren 14. Januar 1889 in Hannoversch Münden; gestorben 22. Mai 1969 in Shreveport, USA) war ein deutsch-amerikanischer Pädagoge, Germanist und Philosophiehistoriker.

## Leben und Wirken
Strauss wuchs in Marburg auf, wo er von 1899 bis 1906 das Gymnasium Philippinum besuchte. Sein Vater, Abraham Strauss, war Lehrer an der Schule der Marburger Jüdischen Gemeinde und mit dem Philosophen Hermann Cohen befreundet. Von 1906 bis 1908 studierte Strauss Philosophie und Germanistik in Marburg, seit 1908 in Berlin. Dort wurde er 1911 mit einer Arbeit über den Übersetzer Niklas von Wyle promoviert. Sein Doktorvater war der Germanist Gustav Roethe.
Seit 1913 versah er eine Stelle an einer Berliner Volksschule, bis er sich 1915 freiwillig zum Kriegsdienst meldete. Als Soldat wurde er u. a. auf dem Balkan eingesetzt. Im Frühjahr 1918 nahm er eine Anstellung als Studienrat für Deutsch, Latein und Griechisch am Leibniz-Gymnasium in Berlin an, wo er Lehrer von Walter Ledermann war. Nachdem er 1933 aufgrund des Gesetzes zur Wiederherstellung des Berufsbeamtentums entlassen worden war, wechselte er an die private Adass-Isroel-Schule. 1937 übernahm er die Leitung der Berliner Jüdischen Oberschule in der Wilsnacker Straße.
Erst im August 1939, nach längerer Zeit des Schwankens, entschlossen er und seine Frau, die Publizistin Bertha Badt-Strauss, sich zur Flucht. Ihren Sohn Albrecht hatten sie bereits 1933 als Zwölfjährigen in einer Londoner Familie untergebracht. Nach kurzem Aufenthalt in London emigrierten sie im Oktober 1939 in die USA. Dort unterrichtete Strauss bis 1964 als Professor für Germanistik, Philosophie und Geschichte am Centenary College in Shreveport (Louisiana).
Als Wissenschaftler hat Strauss sich vor allem als Mendelssohn-Forscher einen Namen gemacht. Auch gab er die Religionsphilosophie ("Religion der Vernunft aus den Quellen des Judentums", Leipzig 1919) seines Lehrers Hermann Cohen sowie dessen "Jüdische Schriften" in drei Bänden und eine Auswahl seiner Briefe heraus.

## Schriften
- Der Übersetzer Nicolaus von Wyle, Berlin 1912; Nachdruck: New York 1970 (Palaestra; 118).
- Cohen-Bibliographie. In: Neue jüdische Monatshefte, Jg. 2 (1918). Nr. 15, S. 379–385.
- Drei ungenannte Empfänger Mendelssohnscher Briefe. In: Zeitschrift für die Geschichte der Juden in Deutschland, Jg. 1 (1929). Nr. 3, S. 245–254.
- Moses Mendelssohn als Briefschreiber. In: Der Orden Bne Briss. Mitteilungen der Großloge für Deutschland. Berlin 1929. S. 158–160.
- Moses Mendelssohns Beziehungen zum jüdischen Hamburg. In: Gemeindeblatt der Jüdischen Gemeinde Hamburg. 5. Jg. Nr. 9 (1929). S. 5–8.
- Moses Mendelssohn in Potsdam am 30. September 1771. Eine kleine Aufhellung. Den Mitgliedern und Freunden der Soncino-Gesellschaft gewidmet. Gedruckt in 250 Exemplaren von Aldus Druck Berlin, Berlin 1929.
  - Moses Mendelssohn in Potsdam am 30. September 1771. Mit einem Essay von Eva J. Engel, Berlin: Ed. Hentrich, 1994 (Reihe Deutsche Vergangenheit; Band 111) ISBN 3-89468-112-8.

## Herausgeber
- Hermann Cohen: Die Religion der Vernunft aus den Quellen des Judentums, Leipzig: Fock, 1919 / Frankfurt am Main: J. Kauffmann, 1919.
  - Hermann Cohen: Religion der Vernunft aus den Quellen des Judentums. Nach dem Manuskript des Verfassers neu durchgearbeitet und mit einem Nachwort versehen von Bruno Strauss. Mit einem Bilde des Verfassers von Max Liebermann. Zweite Auflage, Frankfurt am Main: J. Kauffmann, 1929.
- Hermann Cohens Jüdische Schriften. Mit einer Einleitung von Franz Rosenzweig hrsg. von Bruno Strauss. Drei Bände, Berlin: Schwetschke, 1924.
- Moses Mendelssohn: Gesammelte Schriften (Jubiläumsausgabe). Band 11: Briefwechsel I (1754–1762). Bearbeitet von Bruno Strauss, Berlin: Akademie-Verl., 1932.
  - Neuausgabe: Moses Mendelssohn: Gesammelte Schriften (Jubiläumsausgabe). Bd. 11: Briefwechsel I (1754–1762). Bearbeitet von Bruno Strauss. Mit Nachträgen von Alexander Altmann, Stuttgart-Bad Cannstatt 1974.
- Hermann Cohen: Briefe. Ausgewählt und hrsg. von Bertha und Bruno Strauß, Berlin: Schocken-Verlag, 1939 (Bücherei des Schocken-Verlags; 92).